# Xã Anderson, Quận New Madrid, Missouri
Xã Anderson (tiếng Anh: Anderson Township) là một xã thuộc quận New Madrid, tiểu bang Missouri, Hoa Kỳ. Năm 2010, dân số của xã này là 1.436 người.